# Львів (Криворізький район)
Львів — село в Україні, в Криворізькому районі Дніпропетровської області. Входить до складу Новопільської сільської громади. Населення — 113 мешканців. 

## Географія
Село Львів знаходиться за 2 км від лівого берега Південного водосховища, на відстані 1 км від села Новий Шлях. На відстані 2 км розташований аеродром «Довгинцеве» (база 363 військово-транспортного авіаполку).

## Населення

### Мова
Розподіл населення за рідною мовою за даними перепису 2001 року:
| Мова       | Відсоток |
| ---------- | -------- |
| українська | 82,3 %   |
| російська  | 15,9 %   |
| білоруська | 1,8 %    |